# 西方尼羅魚
西方尼羅魚為輻鰭魚綱鼠鱚目尼羅魚科的其中一種，分布於非洲尼羅河中上游、貝努埃河上游與佛塔河上游流域，體長可達3.5公分，棲息在泥底質水域，可做為食用魚。